# بیل فینگر
میلتون فینگر (زادروز: ۸ فوریه ۱۹۱۴ – درگذشت: ۱۸ ژانویه ۱۹۷۴) نویسندهٔ کمیک استریپ آمریکایی بود که به‌صورت حرفه‌ای با نام بیل فینگر شناخته می‌شد. او برای ساخت مشترک یکی از معروف‌ترین شخصیت‌های دی‌سی کامیکس یعنی بتمن به‌همراه باب کین شناخته شده‌است. اگرچه فینگر برای ساخت چنین شخصیت بزرگی، طوری که می‌بایست تکریم نشده، ولی باب کین، شریک او در ساخت این شخصیت در طول سال‌های پس از مرگ او چندین بار از او یاد کرده‌است.